# Индраварман I
Индраварман I (кхмер. ឥន្ទ្រវរ្ម័នទី១, IX век — 890) — правитель Кхмерской империи (877—889).

## Биография
Он преобразил Харихаралайю, столицу Кхмерской империи, построил барай Индрататаку вокруг островного храма Лолей, в котором накапливались воды реки Ролуос для последующей подачи её в город и на рисовые поля.
В 879 году Индраварман I строит в Харихаралайе храм Преахко в память о предках и следом за этим — вводит культ обожествления монархов, 881 году на горе Баконг был освящён и стал местом хранения королевской линги — символа девараджи и самого Индравармана.
К моменту его смерти в 889 году, границы Кхмерской империи на севере расширились до Убона (Таиланд), а на юге до Пном Байянга, самой южной оконечности Камбоджи.
Посмертное имя Индравармана I — Ишваралока (кхмер. ឥសីស្វារៈលោក).